# Тактус
Та́ктус (лат. tactus буквально «касание») в музыкальной теории конца XV—XVII веков — отрезок времени (нем. Zeitmaßeinheit, англ. temporal unit), соответствующий при дирижировании опусканию (тезис, лат. depositio) и поднятию (арсис, лат. elevatio) руки или (при отмеривании этого же отрезка времени у инструменталистов) ступни ноги. При этом ни арсису, ни тезису не придавалось значение метрического акцента, «сильной доли». 
Помимо термина tactus в источниках указанного периода в том же значении использовались термины исп. compás, нем. Schlag, итал. battuta, misura, англ. full stroke, measure, лат. ictus, percussio, praescriptum и др.

## Краткая характеристика
В «простом тактусе» (лат. tactus simplex) длительность тезиса равна длительности арсиса. В «неравном (пропорционированном) тактусе» (лат. tactus inaequalis, tactus proportionatus) тезис в два раза дольше арсиса (например, в тернарной мензуре).
В системе мензуральной ритмики, если установлен «нормативный» темпус (например, tempus imperfectum), тактус охватывает величину семибревиса (итал. tactus alla semibreve). При диминуировании мензуры (например, tempus imperfectum diminutum) тактус равен бревису (итал. tactus alla breve), при аугментации, соответственно, миниме (итал. tactus alla minima).
Изучение свидетельств о тактусе (трактатов и нотных памятников) даёт ключ к пониманию темпа старинной музыки, важному для её современной «аутентичной» интерпретации. «Абсолютную» (метрономическую) скорость тактуса в исторических документах сравнивают с пульсом человека, находящегося в состоянии покоя (Гафури, 1496), с размеренной поступью мужчины (Ганс Бухнер, ок.1525), с тиканьем часов (Ганс Герле, 1532). В «нормальном» имперфектном темпусе Вилли Апель предлагал приравнять семибревис к MM=30-35; в имперфектном диминуированном семибревис, по его мнению, соответствовал MM=60-70.
Первое в истории обсуждение термина tactus дал Адам Фульдский (1490); его определение: Tactus est continua motio in mensura contentae rationis. С упразднением мензуральной нотации в XVII веке тактус стал восприниматься в смысле такта, с присущим ему подразделением метрических долей по степени тяжести (по Генриху Бесселеру, нем. Akzentstufentakt). 
Процесс величайшей в истории музыки смены одного типа ритмического мышления другим растянулся примерно на столетие. По-видимому, сначала эта смена произошла в композиторской практике (в качестве одного из первых примеров нового такта Бесселер называет сборник танцевальной музыки «Balletti» Дж. Гастольди, опубликованный в 1591 году), при этом композиторы некоторое время продолжали нотировать новую «тактовую» музыку с помощью старой «тактусовой» мензуральной нотации (что в наши дни — в каждом конкретном артефакте — существенно затрудняет идентификацию нового ритмического мышления). К. Дальхауз приводит пример из позднего мадригала Монтеверди «Altri canti di Marte» (1638), где выставленное в качестве «общей меры» мензурное обозначение С (4/4 или 4/2) не соответствует реальному такту 6/4:
| Напечатано (оригинальное издание, показаны Canto primo и Basso continuo) |
|                                                                          |
| Напечатано (транскрипция)                                                |
|                                                                          |
| Подразумевается                                                          |
|                                                                          |

В теории первые свидетельства осмысления иерархии метрических акцентов датируются второй половиной XVII века (quantitas intrinseca в «Музыкальном компендии» В.К. Принца, 1668). «Мензуральное» (времяизмерительное) мышление удерживалось до XVIII века; например, понимание тактуса как отрезка музыкального времени, состоящего из тезиса и арсиса (без какой-либо «метрической экстраполяции» и т.п.), отстаивал в первой половине XVIII века И.Маттезон, а И.Г. Вальтер считал (1708) тактус «душой всей музыки».